# John Edgar Fitch
John Edgar Fitch (* 27. Juni 1918 in San Diego, Kalifornien; † 30. September 1982 in San Pedro, Los Angeles, Kalifornien), häufig auch als John E. Fitch zitiert, war ein US-amerikanischer Malakologe, Fischereiwissenschaftler, Meeresbiologe und Paläontologe.

## Leben
Fitch war der Sohn von Edgar Graves Fitch und Bolvena Margaret Fitch, geborene Jorgensen. 1941 erwarb er seinen Bachelor of Arts in Zoologie am San Diego State College und 1963 seinen Master of Arts an der University of California, Los Angeles. Im April 1941 trat er als Assistenz-Fisch- und Wildwart in die  Mount Whitney Hatchery der damaligen Division of Fish and Game (heute California Department of Fish and Game) ein. Kurz darauf wurde er in die United States Army eingezogen, wo er im Signal Corps diente. Vier Jahre später beendete Fitch seine Militärzeit im Rang eins Captains. Er kehrte zur Mount Whitney Hatchery zurück und im Juni 1946 wurde er als Gewässerbiologe an das California State Fisheries Laboratory auf Terminal Island berufen, wo er sich mit Makrelen beschäftigte. Er stieg schnell in Positionen mit zunehmender Verantwortung auf und wurde 1956 zum Laborleiter ernannt. Zum Zeitpunkt seines Ausscheidens aus dem Regierungsdienst im Juni 1979 hatte er die Position des Forschungsdirektors inne. Von 1952 bis 1966 war er Herausgeber von Publikationen über Meeresbiologie und von 1962 bis 1966 Chefredakteur der Zeitschrift California Fish and Came.
John Fitch erforschte in den 1960er Jahren die Meeresbiologie, Paläontologie, Archäozoologie, Fischökologie, Naturgeschichte und Biogeographie des Ballona-Lagoon-Ökosystems, sowohl im Hochland und in den Feuchtgebieten als auch im Mündungsgebiet und im Flusstal. Er untersuchte die Fische an der Küste von Los Angeles und die Muscheln der kalifornischen Küste, darunter die Salzwasser-Muschel Tivela stultorum, die im Ökosystem der Ballona Lagoon vorkommt, vor allem am Ballona Beach in Playa del Rey und auch in Venice.
Fitch veröffentlichte mehr als 100 Arbeiten über die vergleichende Morphologie von Otolithen im Innenohr von Fischen, über die Fischereibiologie, die Alterszusammensetzung, die Lebensgewohnheiten, die Lebensräume und die Systematik, über fossile Fische Nordamerikas und die Verwendung von Otolithen von Knochenfischen in der Fischereibiologie. Zudem war er ein Experte für marine Mollusken.
Fitch war mit Frances Arline Ley verheiratet, mit der zwei Söhne und eine Tochter hatte. Er starb am 30. September 1982 an einem Krebsleiden.

## Ehrungen und Dedikationsnamen
In Anerkennung seiner Leistungen wurde Fitch vom Los Angeles County Museum of Natural History, der Scripps Institution of Oceanography und dem Santa Barbara Museum of Natural History zum wissenschaftlichen Mitarbeiter ernannt. Zudem war er außerordentlicher Professor für Biologie an der Graduate School der University of Southern California. 1971 erhielt er den Membership Award of Excellence des California-Nevada Chapter der American Fisheries Society, und 1982 wurde er vom College of Sciences der San Diego State University als herausragender Absolvent des Jahres geehrt.
Fitch wird in den Epitheta der Arten Octopus fitchi Berry, 1953, Terebra fitchi Berry, 1958 und Penitella fitchi Turner, 1955 geehrt.